# The Founder
The Founder è un film del 2016 diretto da John Lee Hancock.
Il film racconta la storia vera dell'imprenditore Ray Kroc, interpretato da Michael Keaton, e della sua acquisizione della catena di fast food McDonald's.

## Trama
Anni cinquanta. Ray Kroc è un venditore di frullatori dell'Illinois con scarsa fortuna, che ha una moglie solidale di nome Ethel e vive una vita agiata ad Arlington Heights. Ray osserva anche che molti dei ristoranti drive-in a cui cerca di vendere frullatori sono gestiti in modo inefficiente. Dopo aver appreso che un drive-in a San Bernardino sta ordinando un numero insolitamente elevato di frullatori per frappé, Ray va in California per vederlo. Quello che trova è McDonald's, un ristorante walk-up molto popolare con un servizio rapido, cibo di alta qualità, imballaggi usa e getta e un'atmosfera familiare.
Ray incontra i due fratelli McDonald, Maurice "Mac" e Richard "Dick" McDonald. Fanno fare a Ray un giro della cucina e lui nota la forte etica del lavoro dei dipendenti. Sbalordito da quanto ha visto, invita i fratelli a cena e si fa raccontare la storia delle origini di McDonald's e di come sono arrivati a progettare il loro sistema di "fast food". Il giorno successivo, Ray suggerisce ai fratelli di creare delle affiliazioni commerciali per il ristorante, ma i fratelli esitano, sottolineando che ci hanno già provato, per poi trovare affiliati apatici, non disposti a sostenere il loro sistema. Ray persiste, e alla fine convince i fratelli McDonald a permettergli di guidare i loro sforzi di franchising, a condizione di accettare un contratto rigoroso.
Ray inizia a costruire un ristorante McDonald's a Des Plaines, Illinois, mentre tenta di invogliare ricchi investitori (in particolare altri membri del country club frequentato da lui e dalla moglie) ad aprire ristoranti McDonald, ma incontra la stessa cattiva etica di gestione che ha condannato gli sforzi originali del ristorante. Alla fine Ray trova l'idea delle affiliazioni per gli investitori della classe media, che hanno più incentivi a essere pratici e sono disposti a seguire la formula di McDonald's. Ciò si rivela un successo e nuovi ristoranti iniziano ad aprirsi in tutto il Midwest, con Ray che si rappresenta come il creatore di McDonald's. Durante questo periodo, Ray incontra Rollie Smith, un proprietario di un ristorante di lusso in Minnesota che desidera investire, e sua moglie Joan, da cui Ray è immediatamente attratto.
Nonostante il suo successo, Ray inizia a incontrare difficoltà finanziarie perché la sua quota di profitti è limitata a causa del suo contratto, che i fratelli McDonald rifiutano di rinegoziare. Nel frattempo, i proprietari stanno affrontando costi superiori alle attese, in particolare per la refrigerazione di grandi quantità di gelato per i frappé. Joan, allora, suggerisce a Ray di usare un frappé in polvere come modo per evitare questi costi, ma i fratelli lo considerano degradante per la qualità; tuttavia Kroc accetta con entusiasmo la proposta. Ray viene chiamato in banca perché il suo mutuo è scaduto; appena uscito viene avvicinato dal consulente finanziario Harry Sonneborn, che, appresa casualmente la situazione, chiede di vedere i suoi libri contabili. Sonneborn si rende conto che la vera opportunità di profitto è nel fornire immobili agli affiliati, il che non solo fornirà un flusso di entrate, ma darà a Ray una leva sui suoi affiliati e sui fratelli. Ray incorpora una nuova società, Franchise Realty Corporation, e attrae nuovi investitori. Questo gli permette di aprire nuovi ristoranti senza l'approvazione dei fratelli. Questo sconvolge i fratelli e incoraggia Ray: li sfida sempre più aggirando la loro autorità e fornendo frappé in polvere a tutti gli affiliati. Ray divorzia anche da Ethel, cedendole tutti i suoi beni tranne le azioni della sua attività.
Ray rinomina la sua azienda “McDonald's Corporation” e chiede di sciogliere il suo contratto coi fratelli McDonald, il che manda Mac in stato di shock diabetico. Ray lo visita in ospedale e gli offre un assegno in bianco per sistemare i loro affari. I fratelli accettano un pagamento forfettario di $ 2,7 milioni (equivalente a $ 26 milioni nel 2020), la proprietà del loro ristorante originale a San Bernardino (che però cambierà nome) e una royalty annuale dell'1%; ma, quando arriva il momento di finalizzare l'accordo, Ray si rifiuta di mettere la royalty per iscritto, garantendola invece con una stretta di mano. In seguito, Dick chiede a Ray perché ha dovuto rilevare i loro affari, quando avrebbe potuto facilmente rubare la loro idea e ricrearla. Ray sostiene che il vero valore di McDonald's è nel nome stesso, che esprime tutti gli attributi dell'America.
I fratelli McDonald sono costretti a rimuovere il proprio nome dal ristorante originale e Ray apre un nuovo ristorante McDonald's direttamente dall'altra parte della strada, mettendo di fatto i fratelli fuori dal mercato.
Più tardi, nel 1970, Ray sta preparando un discorso: loda il successo che è stato capace di raggiungere attraverso la tenacia, nella sfarzosa villa di Beverly Hills, dove vive con la sua nuova moglie, Joan.
Le informazioni finali prima dei titoli di coda rivelano che ai fratelli McDonald non è mai stata pagata la percentuale concordata con la doppia stretta di mano, che ogni giorno McDonald's nutre circa l'1% della popolazione della Terra, che divenne il più grande proprietario di immobili del mondo grazie al sistema di leasing e di McDonald's e che Ray Kroc e Joan sono rimasti sposati fino alla morte di lui, avvenuta il 14 gennaio 1984.

## Produzione
Il proposito di realizzare il film fu suggerito al produttore cinematografico Don Handfield dall'ascolto della canzone Boom, Like That di Mark Knopfler; nel testo del brano, pubblicato nel 2004, il cantautore e chitarrista britannico ripercorre l'ascesa di Ray Kroc mettendone in luce i metodi oltremodo spregiudicati.
La sceneggiatura si è piazzata al tredicesimo posto delle migliori sceneggiature non prodotte nella classifica stilata nel 2014 dal sito deadline.com.
Le riprese del film iniziano il 1º giugno 2015 a Newnan, nello stato della Georgia.

## Promozione
Il primo trailer del film viene diffuso il 21 aprile 2016.

## Distribuzione
I diritti per la distribuzione negli Stati Uniti d'America sono stati acquistati dalla The Weinstein Company per la cifra di 7 milioni di dollari. La pellicola, inizialmente programmata per il 5 agosto 2016, è stata distribuita nelle sale cinematografiche statunitensi a partire dal 16 dicembre in un numero limitato di copie e dal 20 dicembre in tutto il paese, mentre in Italia è arrivata il 12 gennaio 2017.

## Accoglienza

### Incassi
Il film ha incassato 12,7 milioni di dollari nel Nord America e 11,3 milioni nel resto del mondo, per un totale mondiale di 24,1 milioni di dollari.

### Critica
Sull'aggregatore Rotten Tomatoes il film riceve l'81% delle recensioni professionali positive con un voto medio di 6,9 su 10 basato su 247 critiche, mentre su Metacritic ottiene un punteggio di 66 su 100 basato su 47 critiche.

## Riconoscimenti
- 2017 - AARP Movies for Grownups Awards[11]
  - Candidatura per il miglior attore a Michael Keaton
  - Candidatura per il miglior film ambientato nel passato
  - Candidatura per la miglior coppia sullo schermo a John Carroll Lynch e Nick Offerman
- 2016 - Capri, Hollywood
  - Miglior attore a Michael Keaton